# Дравид, Рахул
Рахул Дравид (англ. Rahul Dravid, род. 11 января 1973 года) — индийский тренер и бывший игрок в крикет, был капитаном сборной, «Один из Лучших игроков с битой (бэтсмен) в истории крикета». В 2014 году завершил карьеру.
Дравид был удостоен наград Падма Шри и Падма Бхушан — четвёртой и третьей по значению гражданских наград в Индии, а также премии Арджуна за спортивные достижения.

## Биография

### Детство и образование
Дравид родился в семье маратхи в Индауре, Мадхья-Прадеш. Позже его семья переехала в Бангалор. Здесь он получил начальное образование в средней школе для мальчиков святого Иосифа.
После окончания школы, получил степень в области коммерции в Торговом Колледже святого Иосифа, Бангалор. В Сборную Индии по крикету был избран во время получения степени магистра делового администрирования в колледже Делового Администрирования Святого Иосифа.

### Начало спортивной карьеры
Родившись в семье маратхи, он начал играть в крикет в возрасте 12 лет и позже представлял национальную команду на уровнях «до 15», «до 17» и «до 19». Бывший игрок в крикет, Кеки Тарапор, первым заметил талант Рахула, во время работы в летнем лагере на базе стадионе Чайнасвам.
Дравид дебютировал на Ранджит Трофи в феврале 1991 года, всё ещё будучи студентом колледжа. Играя вместе с будущими членами национальной сборной Анилом Камблом и Явагалом Сринатом, он забил 82 очка в матче, который завершился вничью. Его первый полный сезон в 1991—1992 годах закончился отбором в команду по крикету Южной зоны в Дулип Трофи.
Прозванный «Стена», Дравид был признан одним из пяти лучших игроков года в крикет по версии «Wisden Cricketers' Almanack» в 2000 году и получил награды «Игрок года» и «Тест-игрок года» на церемонии открытия наград ICC (Международного совета по крикету) в 2004 году. В том же году он стал первым и единственным игроком, который сумел забить во всех десяти тест-играх между странами. Также он удерживает рекорд по количеству уловов, выполненных игроком в тест-игре с результатом 210.
В декабре 2011 года он стал первым неавстралийским игроком в крикет, которому выпало право торжественной Речи Бредмена в Канберре.
В 2012 года он стал капитаном в индийской премьер-лиге.

## Международная карьера

### Международный дебют
Дравид дебютировал 3 апреля 1996 года во время Международной встречи против Шри-Ланки на Кубке Сингера, состоявшейся в Сингапуре сразу после Кубка мира 1996 года.
В отличие от своего дебюта на Международной встрече, его Тест-дебют был достаточно успешным. Дравид был избран в индийскую команду с выездом в Англию на основе успешной работы в отечественной крикетной команде сроком на 5 лет. Хорошее выступление в туре игр, включая пятьдесят против Глостершира и Лестершира, сумело обеспечить ему место в команде на первой Тест-игре. И вот наконец он дебютировал на стадионе Lord’s Cricket Ground 20 июня 1996 года против Англии во втором тесте, выйдя на замену травмированного старшего бэтсмен Санджая Манджрекара. Манджрекар, который получил травму лодыжки, не прошёл отбор утром во время Второго теста. Дравиду уже сообщил, что он будет играть, если Манджрекар провалит испытание. За десять минут до жеребьевки, Сандип Патил, бывший индийский тренер, подошёл к Дравиду, чтобы сообщить ему, что сегодня действительно состоится его дебют. позже Патил вспоминал их разговор:
Я сказал ему, что он будет играть. Его лицо засияло. Я не могу забыть этот момент.

### Успешный дебют на Кубке Мира
Дравид дебютировал на Кубке мира против Южной Африки в Хоув впечатляющей серией голов, но забил всего 13 в следующей игре против Зимбабве.

## Золотые годы
Со стартом новых Международных сезонов, первым и важнейшим заданием для новоиспеченных капитана и вице-капитана, Гангули и Дравида, было вытянуть команду из тени, связанной с продажной игрой команды. Индийская сборная решительно сыграла на Международной встрече «Трофи Нокаут» в 2000 году и показала свой характер в противостояниях с Кенией, Австралией и Южной Африкой в последовательных матчах, выйдя в финал. Хотя Индия проиграла Новой Зеландии в финале, их пыл в турнире вернул утраченную болельщиками веру в индийский крикет. Дравид сыграл важную роль, выполнив 157 забегов в 4 матчах в среднем по 52,33 очка, в том числе 2 полусотни. Дравидами сыграл первые два матча 2000 и 2001 годов За «Трофей Чемпионата Кока-Кола» осуществив 85 забегов в двух матчах против Зимбабве с открытыми подачами, пока не получил травму во время выездной игры, из-за которой он был вынужден пропустить остаток турнира.
Индия начала новый Тест-сезон с 9 побед против Бангладеш. Дравид сыграл плодотворный тайм с 49 мячами и 41 забегом, в том числе 5 четвертками и шестёрками, преследуя цель в 63 забега. Тем не менее, такой пыл Дравида закончился в следующей серии Тестов против Зимбабве, которая, кстати, была первой у Джона Райта в качестве нового тренера индийской команды. Райт сыграл важную роль в объединении Дравида с Кентом в начале того года. Дравид отблагодарил его тем, что порекомендовал его в BCCI на пост главного тренера сборной. В настоящее время, Дравид сыграл 8 Тестов с момента его последней сотни против Новой Зеландии в Мохали, выполнив всего 350 забегов с достаточно низким средним показателем в 23.33 очка без единого тайма в пятьдесят плюс. Индийский вице-капитан закончил забег «в сухую» и поздравил нового индийского тренера своей фирменной двойной сотней. Он забил 200 очков не в первом тайме и 70 не во втором тайме, однако направил Индию к легкой победе над воротами Зимбабве. Он забил 162 очка во Второй Тест-игре и заканчивая серию со средним показателем 432.00 — самым высоким средним уровнем, показанным индийцем в Тест-серии.
Рахул сумел забить лишь единичную полусотню во время второго из пяти матчей на двусторонней Международной встречи между Индией и Зимбабве, однако это не стало важной вехой в его карьере. Дравид впервые стал капитаном индийской команды во время 5 матча серии, так как постоянный капитан команды Гангули был дисквалифицирован. Приезд с выступлением на Агаркарс был плодотворный — Дравид привел Индию до 39 победных забегов в качестве капитана сборной на Международных встречах.

## После карьеры
Сейчас Рахул Дравид занимается подготовкой индийских спортсменов к Олимпийским и параолимпийским играм.
Рахул Дравид привел индийскую сборную к финалу домашнего чемпионата мира в формате однодневных международных матчей в 2023 году и к чемпионству в олимпийском формате крикета (Твенти20) в 2024 году (этот турнир проходил в странах Вест-Индии и США).